# Ифтах (бригада)
Бригада «Ифтах» (ивр. חֲטִיבַת יִפְתָּח‎, на поздних этапах существования 11-я бронетанковая бригада) — бригада Армии обороны Израиля. «Ифтах», сформированный в апреле 1948 года из двух батальонов «Пальмаха», играл важную роль в боевых действиях Войны за независимость Израиля на севере страны, в том числе в операциях «Ифтах» и «Метла» в Галилее, установлении еврейского контроля над Тверией и Цфатом и отражении вторгшихся сирийских войск в Иорданской долине. В июле 1948 года бригада была переброшена в центр страны, где принимала участие в попытках прорыва блокады Иерусалима и деблокаде Негева. В период между Войной за независимость и Шестидневной войной бригада дислоцировалась поблизости от сектора Газа и дважды — в 1956 и 1967 годах — участвовала в захвате Газы. В ходе войны Судного дня «Ифтах» принимал участие в танковом сражении 14 октября 1973 года у Эль-Кантары. 11-я бронетанковая бригада была расформирована в 2014 году, но уже вскоре создана резервистская пехотная бригада, носящая историческое название «Ифтах».

## История
В апреле 1948 года, в разгар гражданской войны в подмандатной Палестине, из двух батальонов «Пальмаха» в Галилее было сформировано оперативное соединение под командованием Игаля Алона. Местом дислокации 1-го батальона была Изреельская долина, его бойцы участвовали в военных действиях в долине Бейт-Шеан, в районе Гильбоа, Хайфы и в Западной Галилее. 3-й батальон действовал в Восточной Галилее. У бойцов обоих батальонов, из которых почти половину составляли женщины, уже был накоплен значительный боевой опыт, включавший участие в «ночи мостов» в июне 1946 года, рейд в арабскую деревню Саса (базу арабских вылазок против еврейских поселений), охрану еврейских конвоев и оборонительные бои за Мишмар-ха-Эмек и Тират-Цви.
Первой операции, в которой приняло участие новое соединение, Игаэль Ядин присвоил имя «Ифтах», образованное из подлинных инициалов тогдашнего командира соединения (Игаль Пайкович), и первых букв места еврейской боевой славы в Галилее Тель-Хай. После операции «Ифтах» соединение участвовало также в операции «Метла» и установлении еврейского контроля над Тверией и Цфатом.
Накануне провозглашения независимости Израиля соединение получило статус бригады и имя «Ифтах» в честь своей первой операции. Непосредственно после вторжения арабских армий бригада вела бои за опорный пункт Неби-Юша, а в ночь с 18 на 19 мая 1948 года нанесла превентивный удар у моста Бнот-Яаков по базе снабжения сирийских войск, концентрировавшихся для наступления на Галилейский выступ. После этого бригада была переброшена в центр страны, в так называемый Иерусалимский коридор, где принимала участие в безуспешных на тот момент попытках деблокировать осаждённый арабами Иерусалим.
В дальнейшем бригада «Ифтах» участвовала в операциях «Дани» (в ходе которой израильтянам удалось овладеть Лодом и Рамлой), «ГаИС» и «Йоав» (деблокада еврейских поселений в Негеве и установление еврейского контроля над Беэр-Шевой). Ближе к концу 1948 года к «Ифтаху» был присоединён 2-й батальон «Пальмаха», ранее входивший в бригаду «Негев».
После окончания Войны за независимость Израиля бригада «Ифтах» дислоцировалась вдоль границ сектора Газа. И во время Синайской кампании, и в ходе Шестидневной войны она участвовала в боях в этом секторе. В 1956 году бригада захватила северную часть сектора Газа, включая собственно Газу, а в 1967 году снова участвовала в штурме города, войдя в него с восточной стороны. В войну Судного дня «Ифтах» вступил как моторизованная бригада под командованием Аарона Пеледа. 8 октября бригада «Ифтах» участвовала в израильском контрнаступлении в северном секторе в составе соединения под командованием Кальмана Магена, а 14 октября вместе с 204-й бригадой блокировала наступление египетской 15-й бригады у Эль-Кантары; в этом бою было уничтожено 40 египетских танков. В дальнейшем, объединившись с 252-й бронетанковой дивизией, «Ифтах» форсировал Суэцкий канал и участвовал в боях на египетской территории.
Позже 11-я бригада, уже в статусе бронетанковой, участвовала в операции «Защитная стена». Части бригады участвовали в захвате нескольких лагерей беженцев на Западном берегу реки Иордан, в том числе Балаты, а также в установлении контроля над гробницей Иосифа, а один из её батальонов также принимал участие в блокаде палестинских боевиков в церкви Рождества в Вифлееме.
В связи с реорганизацией бронетанковых войск Израиля 11-я бригада была расформирована в мае 2014 года. Через короткое время название «Ифтах» было присвоено новой резервистской бригаде коммандос.

## Комментарии
1. ↑  Звуки «п» и «ф» передаются в иврите одной и той же буквой